# カップスター
カップスター（英語: CupStar）とは、サンヨー食品株式会社から「サッポロ一番」ブランドにて発売されているカップラーメンである。
2002年など、パッケージのほか、味・具材の面でも何度かリニューアルを経てきた。

## 概要
熱湯3分。縦型のカップ麺では一般的な、麺・スープ一体型。
1973年に同社で初めて発売されたカップ麺「サッポロ一番スナック」が前身ともいわれる。
1975年1月18日に「しょうゆ」のみ発売され、同年8月に「みそ」、翌1976年には「カレーうどん」（1月）と「焼そば」（3月）が発売された。
関東、長野、九州などカップスターの主力市場がまだ広くなかった1992年当時、「札幌みそ」新発売を機に、従来からあった「しょうゆ」と前年に発売開始した「カレー南ばん」との3種類で、全国戦略に乗り出した。
なお、サンヨー食品では、発売開始日の1月18日を「カップスターの日」と制定している（日本記念日協会認定）。

### 紙容器とパッケージデザイン
発売当時からずっと紙製を続けている。初期のギザギザとした凹凸容器は、持ったときに熱くないようにという工夫であった。その後はフラットな二重構造の容器に移行し、2000年7月には「NEWカップスター」と謳いロゴデザインを一新した。2002年4月には材質構成からアルミを除き、フタも紙仕様とした。発売から32年目の2007年には初期に近いデザインへと回帰し、フラットなままギザギザに見えるようにしたが、これは2006年10月に限定発売した「復刻版しょうゆ味」が好評だったのが一因だという。

## テレビCM
発売年もしくは翌年の1976年から登場したともいわれるCMソングは、比呂公一が作曲し（作詞は博報堂）、のこいのこが初期の歌唱を担当していた。その後、別の歌手やCM出演者によって歌い継がれてきた。

### CM出演者
- 麻丘めぐみ[16]（1975年）
- 長谷直美・益田喜頓（1975年）
- 湯原昌幸[17]
- 桜田淳子（1979-80年）
- 荻野目洋子（1987年）
- 中村ゆうじ（1987年）[注 4]
- Wink（1989年）
- 加藤幸子（1991-92年）
- 相原勇（1992-1993年）
- 小島聖（1993年）
- 山口リエ（1994年）[注 5]
- 島崎和歌子

- ナポレオンズ（1997年[18]）[注 6]
- 渡辺徹（1997年）[19][注 7]
- ハイヒール（1998年）
- 吉田拓郎（1999年）
- 郷ひろみ（2000年）
- 本上まなみ（2003年）
- 浅尾美和（2007-10年）[12][20]
  - 西堀健実（2008年）[注 8]
  - 松方弘樹・梅宮辰夫（2010年）[21][注 9]
- 上戸彩（2011年）[22]
- 乃木坂46（2018年 - ) [23][注 10]
- Creepy Nuts（2020年)

## 主な種類

### 現行
発売月（リニューアル月）
- しょうゆ - 1975年1月（2013年10月）[* 1][* 2][* 3]
2010年8月、具材「ポークダイス」を「焼ポーク」へと進化させた[N 1]。
- みそ - 1975年8月（2013年10月）[* 4]
具材「きぬさや」が入っているのが特徴[N 2][N 3][N 4]。
- カレー南ばん - 1991年6月（2013年10月）[* 5]
幅広タイプの麺を採用している[N 5]。
- しお - 1997年4月（2013年10月）[* 6]
- とんこつ - 2001年9月（2013年10月）[* 7][* 8][N 6][N 7][N 8][注 11]
- ちゃんぽん ゆず胡椒風味 - 2014年8月（ - ）[* 9]
- Green Line（塩分30%カット）[注 12]
  - Green Line しょうゆ 塩分ひかえめ - 2014年10月（ - ）[* 10]
  - Green Line みそ 塩分ひかえめ - 2014年10月（ - ）[* 11]
  - Green Line とんこつ 塩分ひかえめ - 2014年10月（ - ）[* 12]

### 過去
- きつねうどん（1975年12月）[5][6][25]
- カレーうどん（1976年1月）[6]
- 焼そば（1976年3月）[6]
- カレー
- ピザ味ヌードル（1987年）
- 東京の味（1987年）
- 九州ラーメン（1987年）
- SeaFoodカレー（1988年）[26]
- お弁当にあうスープヌードル チャーシューしょうゆ味
- おにぎりにあうスープヌードル みそけんちん味
- サンドイッチにあうスープヌードル チキンコンソメ味
- 札幌みそ（1992年）（1997年リニューアル）[27][28]
- スープヌードル コンソメ味 三食入り（1993年）[29]
- とんこつ高菜（1994年5月）[30]
- 五目チャンポン（1996年1月）[31]→五目ちゃんぽん（1997年リニューアル）[5][32]
- ごま味ラーメン（1997年9月）[注 13]
- コンソメしょうゆ味[33]→コンソメ味（1998年1月）[34][35]
- カレー南ばん中辛（1998年5月）[36]
- 海鮮五目とんこつ（1998年7月）[37]
- 海鮮塩ラーメン（1999年）[38]
- チャンポン長崎風（2000年6月）[39]
- きつねうどん三角お揚げ（2000年10月）[40]
- 天ぷらそば丸ごと天ぷら（2000年10月）[40]
- 塩とんこつ（2002年1月）[41]
- ちゃんぽん（2004年10月）[42]
- ビッグ しょうゆ（2008年4月）[N 9]
- 黒しょうゆ（2008年10月）[N 10]
- ブラック ビッグ＜スパイシーしょうゆ＞（2008年10月）[N 11]
- レッド ビッグ＜チリペッパー＞（2009年3月）[N 12]
- イエロー ビッグ＜スパイシーカレー＞（2009年7月）[N 13]
- ピリ辛キムチ（2009年7月）[N 14]
- キムチ（2010年10月）[N 15]
- 夏限定 浅尾美和プロデュース レッドカレー（2010年6月）[* 13][N 16][12]
- スパイシーしょうゆ タテビッグ 焼ポーク コンビニ限定（2010年8月）[* 14]
- 焼ポークMAX しょうゆ（2011年1月）[* 15]
- エビチリ（2011年8月）[* 16][N 17][43]
- カレーうどん甘口　ハウスバーモントカレー使用（2012年1月）[* 17][N 18]
- カレーラーメン中辛 ハウスジャワカレー使用（2012年1月）[* 18][N 19]
- かに玉風しょうゆ味（2012年4月）[* 19][N 20]
- 担々麺（2012年8月）[* 20][N 21]
- ハヤシ味（2013年1月）[* 21][N 22]
- ホワイトシチュー味（2013年1月）[* 22][N 23]
- じゃがバター味（2013年4月）[* 23][N 24]
- とろポタ 鶏白湯ラーメン（2013年8月）[* 24][N 25]
- “かねふく明太子” 明太とんこつ味（2014年1月）[* 25][N 26]
- “ご飯がススム”キムチ味（2014年1月）[* 26][N 27][44][注 14]
- イタリアン（2014年4月）[* 27][N 28]

他、多数。